# Cyclaulax grandiceps
Cyclaulax grandiceps är en stekelart som beskrevs av Cameron 1911. Cyclaulax grandiceps ingår i släktet Cyclaulax och familjen bracksteklar. Inga underarter finns listade i Catalogue of Life.